# Postnett Omony
Postnett Omony, (ur. 24 marca 1981 w Kampali) – ugandyjski piłkarz występujący na pozycji bramkarza.

## Życiorys
Karierę rozpoczynał w sotyjskim klubie Majantja FC. Szybko stał się tam gwiazdą, rozgrywając 98 meczów w Lesotho Premier League. Jego postacią w sezonie 2001/2002 zainteresował się Bloemfontein Celtic. W tym świetnym afrykańskim klubie stał się bramkarzem numer 1. W roku 2004 został uznany najlepszym bramkarzem w swojej lidze. Następnie od 2005 do 2016 roku grał w RPA.